# Ru du Pont Guinant
Le ru du Pont Guinant est un cours d'eau français qui coule dans le département du Loiret. C'est un affluent de l'Ouanne en rive droite, donc un sous-affluent de la Seine.

## Géographie
Le ru du Pont Guinant présente une longueur de 10,2 kilomètres. Il prend sa source dans la commune de Château-Renard, à une altitude de 157 m, et se jette dans la Loire, dans la commune de Gy-les-Nonains, à une altitude de 103 m. Le cours d'eau présente ainsi une pente hydraulique de 5,3 mm/m. Il s'écoule globalement de l’est vers l'ouest.

### Communes traversées
Le ru du Pont Guinant traverse 4 communes, soit de l'amont vers l'aval : Château-Renard, Saint-Firmin-des-Bois, Saint-Germain-des-Prés, Gy-les-Nonains. 

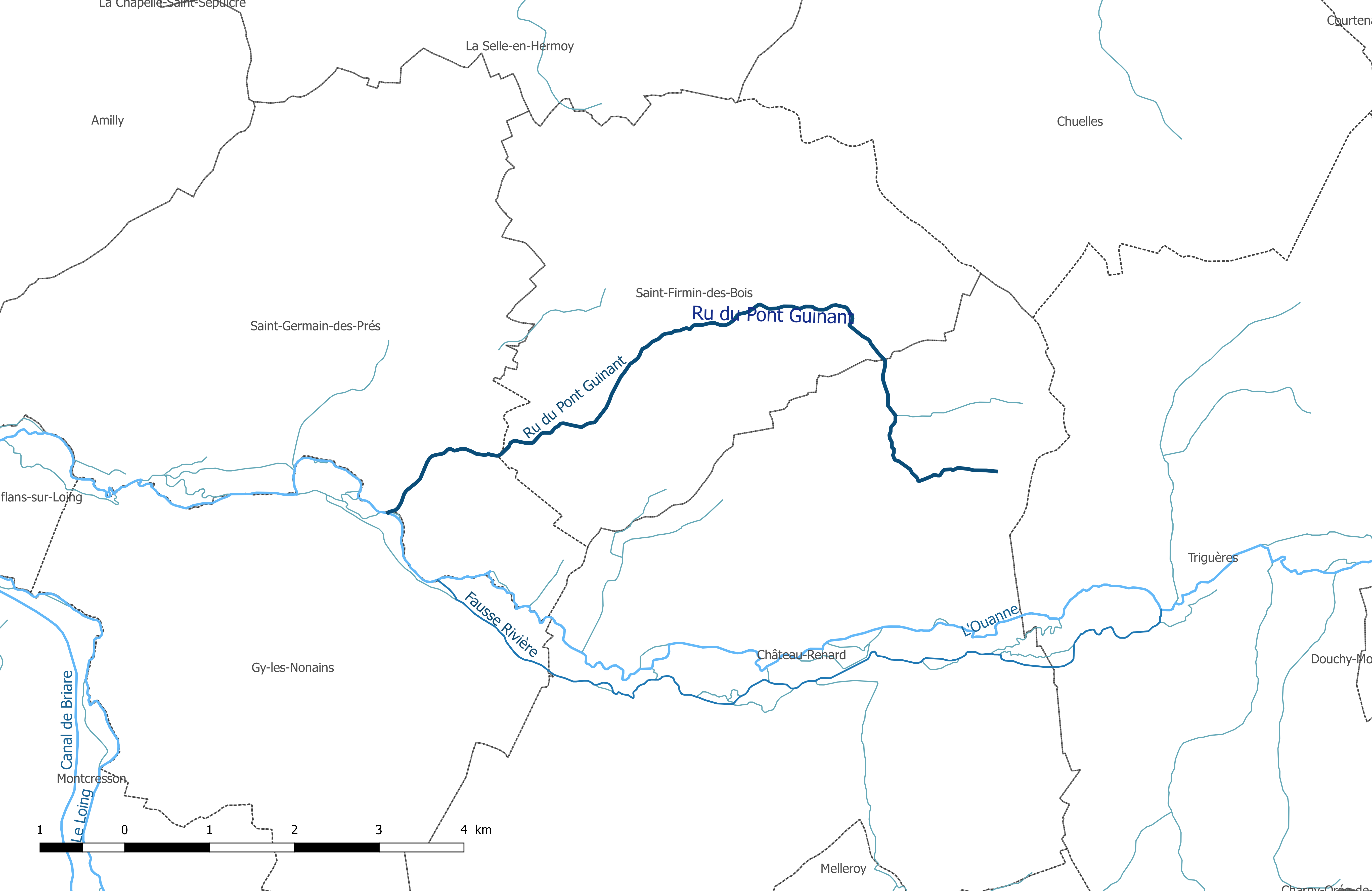
Cours du ru du Pont Guinant.

### Bassin versant
Son bassin versant correspond à la zone hydrographique « l'ouanne du confluent de la chanteraine (exclu) au confluent du loing (exclu) (f416) », au sein du bassin DCE plus large « La Loire, les cours d'eau côtiers vendéens et bretons ». Ce dernier s'étend sur 900 km2. Il est constitué à 76.62 % de « territoires agricoles », 21.95 % de « forêts et milieux semi-naturels » et à 1.33 % de « territoires artificialisés ».

## Pêche et peuplements piscicoles
La catégorie piscicole est un classement juridique des cours d'eau en fonction des groupes de poissons dominants. Un arrêté réglementaire préfectoral permanent reprend l’ensemble des dispositions applicables en matière de pêche dans le département du Loiret en les différenciant selon les catégories piscicoles. Le ru du Pont Guinant est classé en deuxième catégorie, c'est-à-dire que l'espèce biologique dominante est constituée essentiellement de poissons blancs (cyprinidés) (donc rivière cyprinicole) et de carnassiers (brochet, sandre et perche).

## Gouvernance

### Échelle du bassin
En France, la gestion de l’eau, soumise à une législation nationale et à des directives européennes, se décline par bassin hydrographique, au nombre de sept en France métropolitaine, échelle cohérente écologiquement et adaptée à une gestion des ressources en eau. Le ru du Pont Guinant est sur le territoire du bassin Seine-Normandie et l'organisme de gestion à l'échelle du bassin est l'agence de l'eau Seine-Normandie. 

### Échelle locale
En 2017, le ru du Pont Guinant était géré au niveau local par le Syndicat mixte de la Vallée du Loing.